# CC-104
La CC-104 es una carretera perteneciente a la Red Primaria de la Diputación Provincial de Cáceres que une carretera  EX-205  con el Límite de la C. A. de Castilla y León en la provincia de Caceres
Su denominación oficial es "Carretera de EX-205 a límite con Salamanca por San Martín de Trevejo (a El Payo)".

## Historia de la carretera
Esta carretera está formada por las antiguas carreteras CC-1.1 y CC-1.2 que fueron renombrada en el cambio del catálogo de Carreteras de la Diputación Provincial de Cáceres en el año 2022.